# کامیل برابنتس
کامیل برابنتس (چکی: Kamil Brabenec؛ زادهٔ ۴ فوریهٔ ۱۹۵۱) بازیکن بسکتبال اهل چکسلواکی بود.
وی در مسابقات کشوری و بین‌المللی در مجموع برندهٔ ۱ مدال نقره، ۲ مدال برنز شده‌است.